# Нововоронеж
Нововоронеж (на руски: Нововоронеж) е град във Воронежка област, Русия. Населението на града към 1 януари 2018 е 31 503 души.